# Caragana
Caragana es un género  de la familia Fabaceae.  Es nativo de Asia y el este de Europa. Comprende 188 especies descritas y de estas, solo 91 aceptadas.

## Descripción
Las especies del género son arbustos y pequeños árboles que alcanzan de 1 a 6 m de alto. Tienen las hojas pinnadas con pequeños folíolos y flores solitarias o agrupadas de color amarillo y raramente rosa o blancas, tienen vainas.

## Taxonomía
El género fue descrito por Philipp Conrad Fabricius y publicado en Enumeratio Methodica Plantarum 421. 1763.

## Especies seleccionadas
- Caragana ambigua Stocks

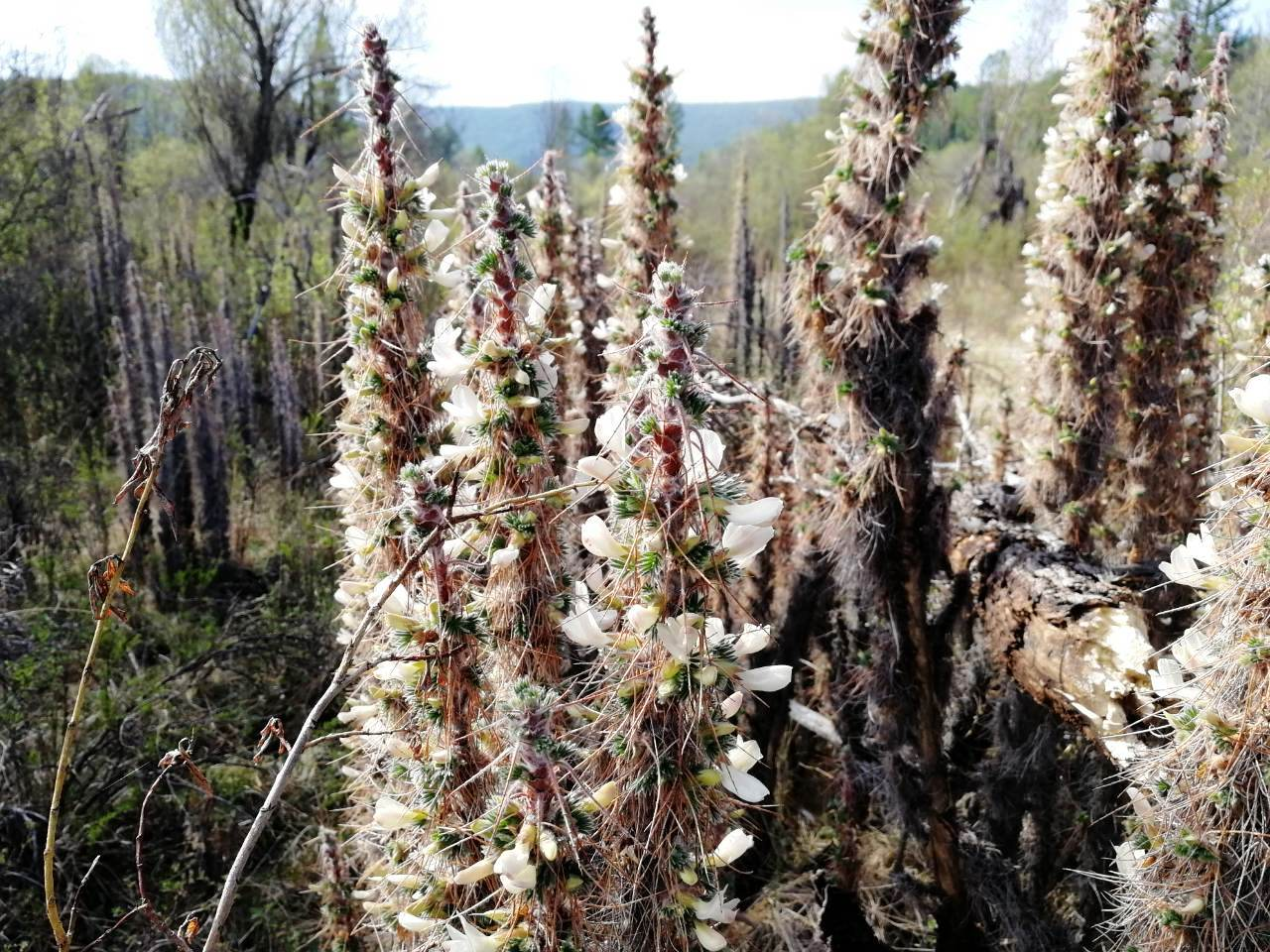
Caragana floreciente (cola de camello) en el sur de Buriatia, Rusia

- Caragana arborescens Lam. - acacia de Rusia[3]
- Caragana aurantiaca Koehne
- Caragana boisii C.K.Schneid.
- Caragana brachyantha Rech.f.
- Caragana brevifolia Kom.
- Caragana brevispina Royle ex Benth.
- Caragana bungei Ledeb.
- Caragana camilli-schneideri Kom.
- Caragana chamlague LAMRK
- Caragana conferta Benth.
- Caragana leveillei Kom.
- Caragana manshurica (Kom.) Kom.
- Caragana microphylla Lam.
- Caragana pleiophylla (Regel) Pojark.
- Caragana polourensis Franch.
- Caragana pruinosa Kom.
- Caragana pygmaea (L.) DC.
- Caragana roborovskyi Kom.
- Caragana rosea Turcz. ex Kom.
- Caragana sinica (Buc'hoz) Rehder
- Caragana sophoraelia Tausch